# Mitteldeutsche Rundfunk GmbH
Центрально-Германское радио (Mitteldeutscher Rundfunk GmbH, до 1933 года — Mitteldeutscher Rundfunk AG) — некоммерческое общество с ограниченной ответственностью (до 1933 года - некоммерческое акционерное общество) существовавшее в 1924-1934 гг. 

## Радиовещательная деятельность компании
Радиокомпания со 2 марта 1924 до 1934 года вещала по центрально-германской программе, звучавшей на средних волнах на волне 452 м. 

## Владельцы, руководство, структура
Радиокомпания принадлежала:
- (в 1924—1926 гг.)
  - на 100% - Управлению по делам Лейпцигской ярмарки;
- (в 1924-1933 гг.)
  - на 51% - Рейхсминистерству почт и министерства народного просвещения земель Пруссия, Саксония и Тюрингия;
  - на 49% - частным компаниям;
- (в 1933-1934 гг.)
  - на 51% - некоммерческому обществу с ограниченной ответственностью «Рейхсрадио»;
  - на 49% - министерствам народного просвещения земель Саксония и Тюрингия.

## Руководство
Руководство радиокомпанией осуществляли:
- (в 1924-1926 гг.)
  - наблюдательный совет, состоявший из представителей частных компаний;
  - правление, состоявшее из директора и интенданта;
- (в 1926-1932 гг.)
  - наблюдательный совет (Aufsichtsrat), состоявший из рейхскомиссара рейхсминистерства почт, статс-комиссаров правительств земель Пруссия, Саксония и Тюрингия и представителей частных компаний;
  - правление (Vorstand), состоявшее из директора и интенданта, утверждавшегося контрольным комитетом;
  - контрольный комитет (Überwachungsausschuß), состоявший из рейхсминистерства внутренних дел, статс-комиссаров правительств земель Пруссия, Саксония и Тюрингия;
  - культурный совет (Kulturbeirat), члены которого назначались правительством земли по согласованию с имперским министром внутренних дел[2] и не являлись членами наблюдательного совета.
- (в 1932-1934 гг.)
  - статскомиссар по радиовещанию министерства народного просвещения земли Саксония, которому были подчинены художественный руководитель и хозяйственно-технический руководитель;
  - программный совет (Programmbeirat)[3][4], назначаемый   Саксонией и Тюрингией по согласованию с Имперским министром внутренних дел[5], из числа лиц не являющихся членами или служащими их правительств;
  - интендант;
  - директор.

## Подразделения
- (1925-1930)
  - Музыкальный отдел
  - Литературный отдел
- (1930-1934)
  - (через Директора)
    - Технический отдел (technische abteilung);
    - Рекламный отдел (werbeabteilung);

  - (через Интенданта)
    - Бюро Интенданта
    - Программное управление
    - Отдел новостей (aktuelle abteilung), ранее - служба прессы и новостей (presse- und nachrischtendienst);
      - Пресс-служба (Presseabteilung)

    - Литературный отдел (literarische abteilung);
    - Отдел концертов (konzertabteilung), до 1931 года - Музыкальный отдел (musikalische abteilung);
      - Лейпцигский симфонический оркестр;

    - Служба дикторов (Sprecherdienst);
    - Программная служба (Programmdienst);

## Активы
Радиокомпании принадлежали:
- радиодом в Лейпциге;
- радиоцентр с позывным «МИРАГ» в 1924—1933 гг., «Лейпциг» в 1933—1934 гг.[6].;
- в 1925-1933 гг. - 6,1% капитала некоммерческого общества с ограниченной ответственностью «Рейхсрадио».

## Финансирование
Радиокомпания финансировалась:
- (в 1922-1925 гг.)
  - за счёт продажи рекламного времени;
- (в 1925-1931 гг.)
  - Имперским министерством почт;
  - в меньшей степени - за счёт продажи рекламного времени;
- (в 1931-1934 гг.)
  - некоммерческим обществом с ограниченной ответственностью «Имперское радио»
    - преимущественно от средств от сбора абонемента со всех владельцев радиоприёмников;
    - на 0,2% - за счёт продажи рекламного времени.
    - в меньшей степени - за счёт продажи другим других радиоорганизациям прав на создание радиоспектаклей по мотивам радиоспектаклей поставленных компанией, издания их на аудионосителях, продажи лицензий на создание по их мотивам других художественных произведений (экранизаций, новеллизаций, театральных адаптаций).

## Правпреемники
Поглощена некоммерческим обществом с ограниченной ответственностью «Рейхсрадио» в 1934 году. 